# CTSV
CTSV (англ. Cathepsin V) – білок, який кодується однойменним геном, розташованим у людей на короткому плечі 9-ї хромосоми. Довжина поліпептидного ланцюга білка становить 334 амінокислот, а молекулярна маса — 37 329.
| 10         |  | 20         |  | 30         |  | 40         |  | 50         |
| ---------- |  | ---------- |  | ---------- |  | ---------- |  | ---------- |
| MNLSLVLAAF |  | CLGIASAVPK |  | FDQNLDTKWY |  | QWKATHRRLY |  | GANEEGWRRA |
| VWEKNMKMIE |  | LHNGEYSQGK |  | HGFTMAMNAF |  | GDMTNEEFRQ |  | MMGCFRNQKF |
| RKGKVFREPL |  | FLDLPKSVDW |  | RKKGYVTPVK |  | NQKQCGSCWA |  | FSATGALEGQ |
| MFRKTGKLVS |  | LSEQNLVDCS |  | RPQGNQGCNG |  | GFMARAFQYV |  | KENGGLDSEE |
| SYPYVAVDEI |  | CKYRPENSVA |  | NDTGFTVVAP |  | GKEKALMKAV |  | ATVGPISVAM |
| DAGHSSFQFY |  | KSGIYFEPDC |  | SSKNLDHGVL |  | VVGYGFEGAN |  | SNNSKYWLVK |
| NSWGPEWGSN |  | GYVKIAKDKN |  | NHCGIATAAS |  | YPNV       |  |            |

A: Аланін

C: Цистеїн

D: Аспарагінова кислота

E: Глутамінова кислота

F: Фенілаланін

G: Гліцин

H: Гістидин

I: Ізолейцин

K: Лізин

L: Лейцин

M: Метіонін

N: Аспарагін

P: Пролін

Q: Глутамін

R: Аргінін

S: Серин

T: Треонін

V: Валін

W: Триптофан

Кодований геном білок за функціями належить до гідролаз, протеаз, тіолових протеаз. 
Локалізований у лізосомі.